# Raphaël Geminiani
Vous lisez un « bon article » labellisé en 2023.
Pour les articles homonymes, voir Geminiani.
Raphaël Geminiani, également connu sous le nom de Géminiani, né le 12 juin 1925 à Clermont-Ferrand (Puy-de-Dôme) et mort le 5 juillet 2024 à Pont-du-Château, est un coureur cycliste français. Professionnel de 1946 à 1960, il remporte sept étapes du Tour de France, dont il se classe deuxième en 1951 et troisième en 1958. Champion de France en 1953, il brille surtout sur les courses par étapes, et figure parmi les 25 coureurs ayant porté le maillot de leader sur les trois grands tours.
Pratiquant d'abord le rugby, Raphaël Geminiani travaille dans l'atelier de cycles de son père et suit finalement les traces de son frère aîné Angelo, également cycliste. Il se révèle en remportant le Premier pas Dunlop en 1943 et passe professionnel trois ans plus tard au sein de la formation Métropole-Dunlop dirigée par Romain Bellenger. Il participe à son premier Tour de France en 1947.
Excellent grimpeur, Raphaël Geminiani remporte le Grand Prix de la montagne du Tour de France en 1951 et celui du Tour d'Italie en 1952 et 1957. Fidèle équipier, il est un élément de base de l'équipe de France dans les années 1950, et accompagne Louison Bobet dans ses trois Tour de France victorieux entre 1953 et 1955. À la fin de sa carrière, il devient directeur sportif et conduit notamment Jacques Anquetil à la victoire sur le Tour.
Reconnu pour sa hargne et sa ténacité à vélo, Raphaël Geminiani est avant tout un attaquant infatigable, et ses accélérations répétées lui valent le surnom de « Grand Fusil » que lui attribue Louison Bobet. Personnage haut en couleur, volubile, ses contemporains lui accordent un sens aigu de l'amitié, mais il est aussi reconnu pour son acuité dans les affaires : à l'instar de Fiorenzo Magni en Italie, Geminiani est le premier à introduire la publicité extra-sportive dans le cyclisme français en associant son nom à celui de la marque d'apéritif Saint-Raphaël pour fonder l'équipe Saint-Raphaël en 1954.

## Biographie

### Jeunes années

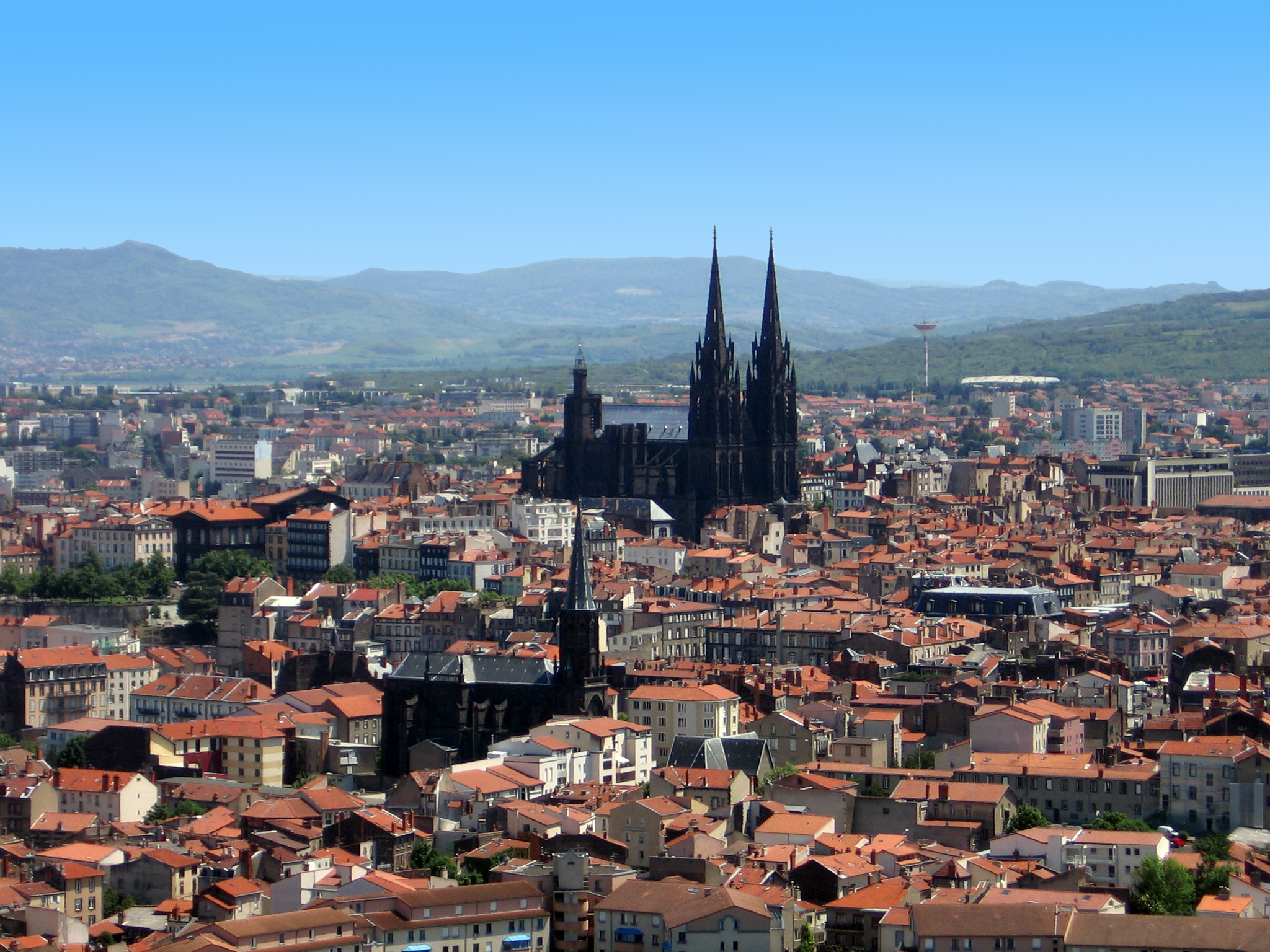
Clermont-Ferrand, la ville de naissance de Raphaël Geminiani.

Raphaël Geminiani naît le 12 juin 1925 à Clermont-Ferrand, de parents italiens installés dans cette ville en 1923 après avoir fui le régime fasciste. Son père, Giovanni Geminiani, né en 1893, est un ancien coureur cycliste. Il dirigeait une fabrique de bicyclettes à Lugo, en Émilie-Romagne, incendiée par les miliciens qu'il refusait de soutenir. Dès son arrivée à Clermont-Ferrand, il est employé comme ajusteur au sein des usines Michelin, tandis que sa femme travaille à la filature de cette même entreprise. Les époux Geminiani ont quatre enfants : le frère aîné, Angelo, naît en 1917, sa sœur Paule en 1921, tandis qu'une autre fille naît après Raphaël, Rose-Marie, en 1931.
Leur mère meurt alors que Raphaël Geminiani n'est âgé que de huit ans. Giovanni Geminiani ouvre un atelier de cycles, avenue Barbier-Daubrée à Clermont-Ferrand, atelier dans lequel Raphaël commence à travailler en 1936 après avoir obtenu son certificat d'études.
Durant sa jeunesse, Raphaël Geminiani pratique d'abord le rugby à XV, sport qu'il décrit comme sa passion : « Je vais sans doute surprendre en disant que, si je suis un homme de vélo passionné, ma passion est le rugby. ». Inscrit à l'école des établissements Michelin, il est licencié à l'Association sportive montferrandaise où il joue trois-quarts centre et côtoie les futurs internationaux français Franck Fournet et Maurice Siman. C'est en voyant son frère aîné obtenir quelques succès au niveau régional qu'il est finalement tenté par le cyclisme, mais son père le dissuade en raison de son physique (il est trop maigre), d'autant plus qu'il a besoin de lui pour travailler à l'atelier.
En 1942, Giovanni Geminiani accepte finalement que son fils Raphaël s'inscrive à l'Union cycliste montferrandaise, dans la catégorie des non-licenciés. Dès lors, ce dernier s'entraîne assidument en suivant les conseils de son frère, avant de signer sa première licence à l'Amicale cycliste clermontoise en 1943.

### Débuts cyclistes
Raphaël Geminiani remporte quelques succès dès ses premières courses, mais dépourvu de connaissances tactiques, il court sans retenue, ce qui lui vaut aussi des échecs retentissants. Son père Giovanni, qui promeut son entreprise de cycles en équipant des coureurs débutants de la région, assure la préparation de son matériel. Il le met aussi au défi de se qualifier pour la finale du Premier pas Dunlop, et d'y briller. Il voit cette épreuve, qui fait alors office de championnat de France juniors, comme un examen de passage pour savoir si son fils peut envisager de faire une carrière cycliste.
À cette époque, Raphaël Geminiani peaufine son entraînement en travaillant pour les services du ravitaillement : il porte ainsi aux mairies des villages environnants de Clermont-Ferrand leurs lots de tickets de rationnement mensuels, au prix de deux francs du kilomètre.
Vainqueur d'un critérium des Espoirs, disputé sur trois manches, il se qualifie ensuite pour le Premier pas Dunlop en prenant la troisième et dernière place qualificative de la finale régionale. La grande finale se déroule le 3 juin 1943, à Montluçon. Raphaël Geminiani attaque dans la dernière difficulté, à une quinzaine de kilomètres de l'arrivée et s'impose en solitaire. Louison Bobet, son futur rival et coéquipier, est sixième de cette course.
Cette victoire lui permet de disputer le championnat de France amateur, au mois d'août suivant, à Montauban. Bien qu'il n'ait jamais disputé de course aussi longue (170 kilomètres), il prend part à la grande échappée du jour, rejointe à seulement 30 km de l'arrivée, avant de connaître une défaillance.
L'année suivante, Raphael Geminiani gagne la course de côte de l'omnium de la route, devant son frère Angelo. Celui-ci met fin à sa carrière en cours d'année, à seulement 28 ans, à la suite d'une chute qui lui cause une fracture du fémur, au Grand Prix de Chamalières. En juin 1944, Raphaël Geminiani est conduit par la milice à la prison de Clermont-Ferrand lors de la rafle du quartier de la Plaine. Il en sort quelques semaines plus tard, à la Libération,.
Poussé par son père, il nourrit l'ambition de devenir coureur professionnel. Dans le même temps, il poursuit son travail à l'atelier. Lors de la saison 1945, il dispute des courses de plus en plus relevées afin de progresser. Outre ses huit victoires dans des épreuves régionales, il se classe huitième du Grand Prix des Alpes remporté par Édouard Fachleitner. Une chute en descente au championnat d'Auvergne le contraint à arrêter sa saison.

### Carrière professionnelle

#### Premières saisons et découverte du Tour de France (1946-1948)

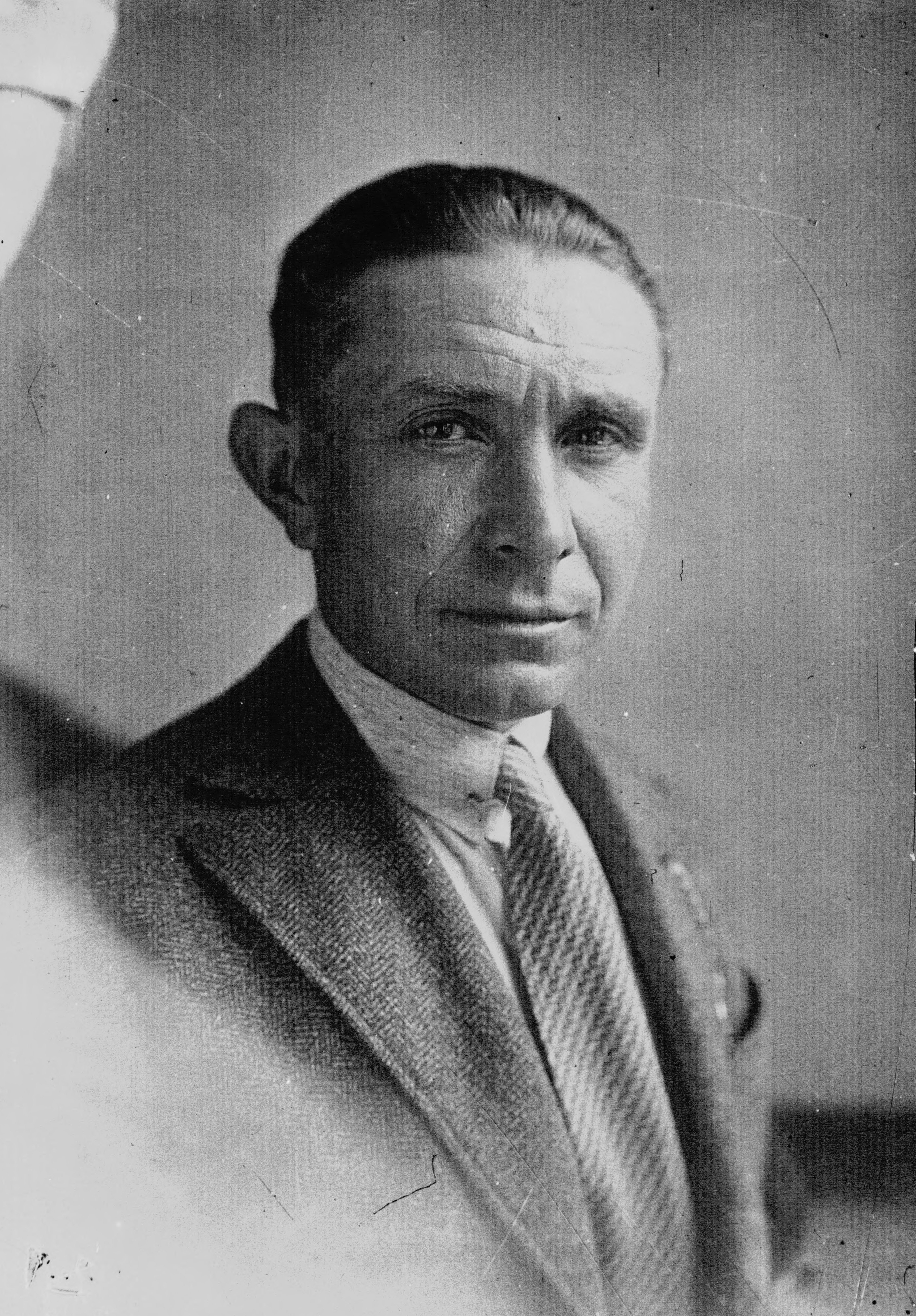
Romain Bellenger (ici en 1929), premier directeur sportif de Geminiani.

Au début de la saison 1946, l'ancien coureur professionnel Romain Bellenger, directeur sportif de l'équipe Métropole, lui propose une mise à l'essai. Ses premiers résultats sont plutôt médiocres, mais il se distingue en remportant à Chambéry la première étape du Circuit des six provinces, dont il se classe finalement troisième. Bellenger lui fait alors signer son premier contrat professionnel. Geminiani connaît ensuite une série de déceptions : en tête du Grand Prix du Vercors en compagnie de Pierre Molinéris, il perd toute chance de victoire quand l'axe de sa roue arrière se brise et doit se contenter de la 10e place. Quelques jours plus tard, il abandonne dans la deuxième étape de la Ronde de France, blessé au genou par le choc d'une valise dans les vestiaires avant la course. Il remporte néanmoins douze victoires sur des épreuves régionales.
Raphaël Geminiani obtient sa première sélection pour le Tour de France en 1947, au sein de l'équipe Centre-Sud-Ouest. Piégé dans la première étape vers Lille, il perd plus de 20 minutes sur le vainqueur Ferdi Kübler. Le lendemain, il prend part à l'échappée victorieuse vers Bruxelles, mais il en décroche en cours d'étape et son retard au classement général s'accentue d'un quart d'heure. Dans la troisième étape, il souffre de la chaleur, comme de nombreux coureurs, mais parvient à rallier l'arrivée grâce à l'aide de son compagnon d'infortune, Lucien Teisseire. Il vit un nouveau calvaire dans la quatrième étape, après avoir bu de l'eau non potable. Il finit l'étape mais doit être hospitalisé à Strasbourg, ce qui le contraint à l'abandon. Cette première participation décevante lui vaut de nombreuses critiques et Geminiani envisage un temps de mettre un terme à sa carrière. Comme la saison précédente, il retrouve sa condition sur des épreuves régionales de moindre importance, vainqueur notamment de la Ronde d'Auvergne.
Son début de saison 1948 est assez pauvre en résultats, excepté une 3e place à la Polymultipliée de Chanteloup-les-Vignes. Geminiani est pourtant sélectionné sur le Tour de France, toujours au sein de l'équipe régionale Centre-Sud-Ouest. Tout au long de l'épreuve, il est d'une aide précieuse pour son leader Guy Lapébie, finalement 3e de la course, et parvient à se distinguer sur quelques étapes. Il se classe notamment 5e à Lourdes, après avoir gravi le col d'Aubisque en compagnie des meilleurs. Auteur d'une course régulière, Geminiani termine ce Tour à la 15e place du classement général, ce qui lui vaut d'être accueilli en héros à son retour à Clermont-Ferrand.

#### Première victoire d'étape sur le Tour (1949)

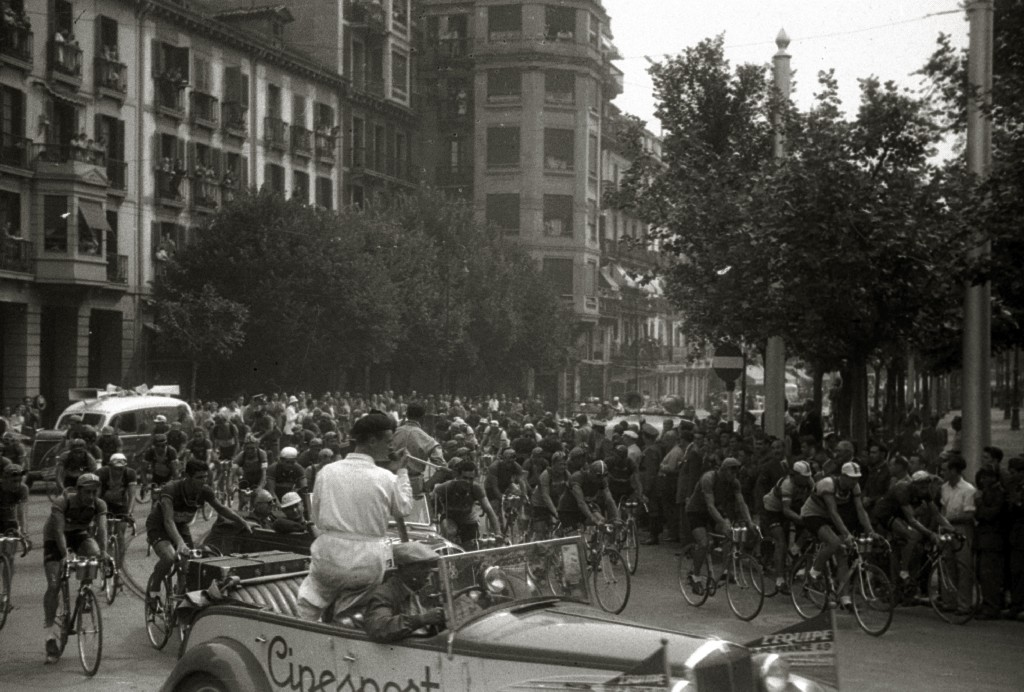
Le peloton du Tour de France 1949.

En 1949, Raphaël Geminiani est retenu par Georges Cuvelier, directeur technique de l'équipe de France, pour disputer le Tour de France dans un rôle d'équipier, malgré un début de saison assez terne : vainqueur du Tour de Corrèze et troisième du Grand Prix du Midi libre, il avait été contraint à l'abandon sur le Critérium du Dauphiné libéré, souffrant des genoux.
Dans les premiers jours de la Grande Boucle, Geminiani obtient plusieurs places d'honneur tandis que l'équipe de France connaît une série de déceptions. Cinquième de la troisième étape à Boulogne-sur-Mer, puis de la dixième étape vers Pau, il remporte son premier succès sur l'épreuve en s'imposant à Colmar, lors de la dix-neuvième étape, au terme d'une échappée menée en compagnie de Jean-Marie Goasmat. Raphaël Geminiani termine finalement au 25e rang du classement général.
Sa saison s'achève tristement : une violente chute sur la piste du vélodrome de Caen, où il se produit derrière une moto, lui cause une fracture de l'os sphénoïde et quinze jours d'hospitalisation.

#### Co-leader de l'équipe de France (1950-1951)
Geminiani affiche une grande condition dès le début de la saison 1950 : très offensif sur le Critérium national, il se classe deuxième du Grand Prix du Midi libre puis remporte la Polymultipliée. Dès lors, il exige de figurer parmi les coureurs protégés au sein de l'équipe de France pour le prochain Tour, ce que le nouveau sélectionneur Jean Bidot accepte. Louison Bobet et lui se présentent donc comme les fers de lance de l'équipe, et lors des premières étapes, Geminiani participe à plusieurs échappées qui lui permettent de prendre de l'avance sur les favoris. Au soir de la première étape pyrénéenne vers Saint-Gaudens, alors que l'ensemble des coureurs italiens se retirent, il se hisse au deuxième rang du classement général, à moins d'une minute de Ferdi Kübler. Il recule les jours suivants, mais se montre offensif dans la traversée des Alpes. Vainqueur de la dix-septième étape à Gap, il accélère de nouveau le lendemain dans l'ascension du col de Vars, tandis qu'un orage éclate. Il sert alors de point d'appui à l'attaque de Louison Bobet dans le col d'Izoard, qui s'impose à l'arrivée et effectue un rapproché au classement général. Jouant l'équipier pour Bobet, Geminiani profite de sa défaillance en fin d'étape vers Saint-Étienne pour porter une attaque dans les derniers kilomètres du col de la République. Vainqueur pour la deuxième fois en trois jours, il remonte lui aussi au classement général et achève finalement ce Tour au 4e rang, tandis que Bobet monte sur la troisième marche du podium.

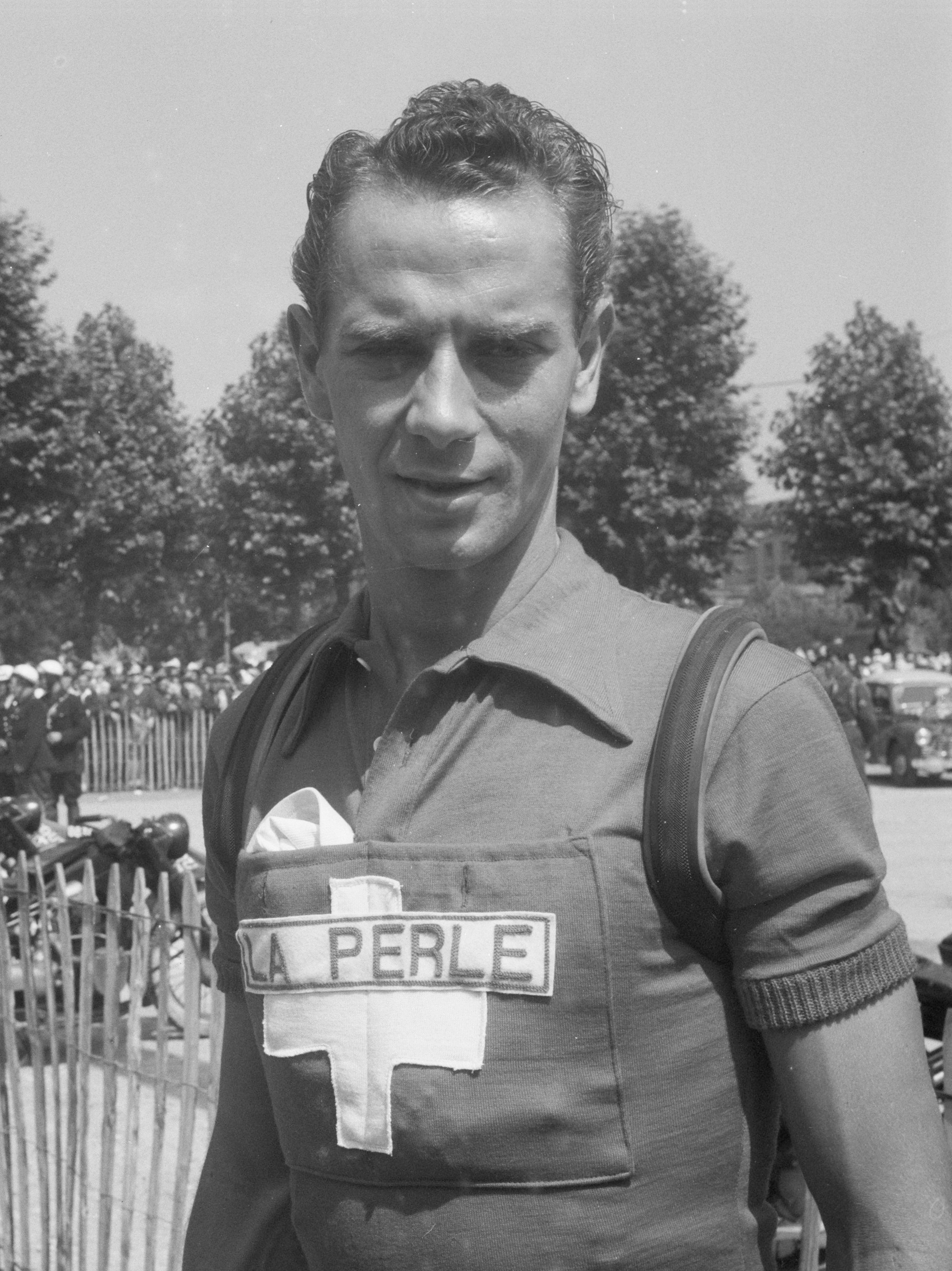
Hugo Koblet devance Geminiani sur le Tour 1951.

En 1951, Raphaël Geminiani accumule les succès : vainqueur du Grand Prix du Midi libre et de la Polymultipliée, il s'impose également dans la septième et dernière étape du Critérium du Dauphiné libéré à Grenoble malgré deux chutes dans la descente du col de Porte. De nouveau sélectionné pour le Tour au sein de l'équipe de France, il y affiche une forme étincelante en remportant la neuvième étape chez lui, à Clermont-Ferrand. Pour autant, il ne peut rien devant la supériorité d'Hugo Koblet : déjà vainqueur du contre-la-montre à Angers, puis auteur d'une démonstration en solitaire vers Agen, le Suisse s'empare du maillot jaune dans les Pyrénées, et malgré les attaques répétées de Geminiani, notamment sur les pentes du mont Ventoux lors de la dix-septième étape, il remporte l'épreuve.
La forme de Geminiani décline en fin de Tour, mais il parvient à conserver la deuxième place du classement général devant un autre Français, Lucien Lazaridès, tout en s'adjugeant le Grand Prix de la montagne.
Au terme de la saison, Raphaël Geminiani souhaite quitter la formation Métropole qui lui refuse une revalorisation et avec laquelle il est pourtant lié jusqu'à la fin de l'année 1952. Il signe un contrat avec les cycles Terrot, mais à la suite d'une bataille juridique, son directeur Pierre Dion est exclu de l'Association des directeurs sportifs et Geminiani est placé sur la liste noire par les responsables des marques françaises, qui s'interdisent de l'engager. Sollicité par Fausto Coppi, il rejoint alors avec la formation italienne Bianchi.

#### La découverte du Tour d'Italie (1952)

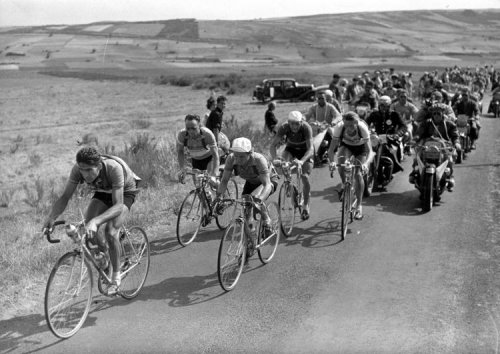
Raphaël Geminiani mène le peloton sur une étape du Tour 1952.

Raphaël Geminiani brille tout d'abord sur Milan-San Remo, dont il se classe quatrième après avoir animé la course. Son contrat lui laissant toute liberté de courir en France, en dehors de ses engagements italiens, c'est ainsi qu'il remporte le Circuit boussaquin, comme deux ans plus tôt, malgré l'alliance d'autres coureurs contre lui.
Pour la première fois de sa carrière, il prend le départ du Tour d'Italie. Équipier modèle de son leader, Fausto Coppi, Raphaël Geminiani l'épaule sur les principales étapes de montagne, notamment dans la traversée des Dolomites, et tandis que Coppi remporte le classement général, Geminiani gagne le Grand Prix de la montagne.
Numéro un de l'équipe de France en l'absence de Louison Bobet, blessé, Raphaël Geminiani aborde le Tour 1952 avec de grandes ambitions. Pourtant, dans la cinquième étape vers Namur, il s'épuise dans la défense du maillot jaune de son coéquipier Nello Lauredi et subit une grave défaillance. Écarté du jeu pour le gain du Tour, il se console en remportant deux étapes : il gagne tout d'abord à Mulhouse, dans la huitième étape, après s'être échappé sur les pentes du Ballon d'Alsace, puis s'impose à Bagnères-de-Bigorre, dans la dix-septième étape. Il est finalement onzième de ce Tour de France, à plus d'une heure de Coppi.

#### Champion de France (1953)

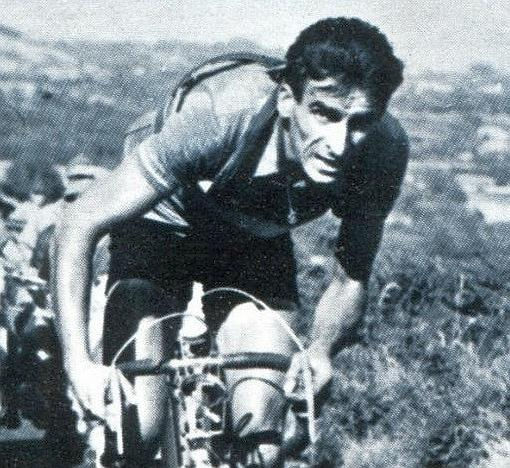
Raphaël Geminiani en plein effort au milieu des années 1950.

En 1953, Geminiani signe un contrat avec la marque française Rochet, qui s'engage en contrepartie à lancer sur le marché, à titre d'essai, les cycles Geminiani. Plutôt discret lors des premières épreuves de la saison, il affiche une bonne condition sur Paris-Roubaix. Longtemps en course pour la victoire, il doit abandonner en raison d'un bris de cadre. Pour la première fois, une équipe nationale française s'aligne sur le Tour d'Italie. Dirigée comme sur le Tour de France par Marcel Bidot, elle est bâtie autour de ses deux leaders, Louison Bobet et Raphaël Geminiani. Ce dernier ne connaît pas la même réussite que l'année précédente : il n'obtient, au mieux, qu'une quatrième place dans l'étape entre Vicenza et Auronzo di Cadore, et se classe finalement 30e du Giro, loin de Fausto Coppi, vainqueur de l'épreuve pour la cinquième fois.
Les efforts produits en Italie lui permettent néanmoins de maintenir une condition physique étincelante et de briller sur les routes du Critérium du Dauphiné libéré. Placé les deux premiers jours, il gagne la troisième étape à Avignon, après s'être débarrassé de ses compagnons d'échappée dans la descente du mont Ventoux, rendue périlleuse par la pluie. Pour autant, il court de façon plus mesurée que par le passé, gérant mieux ses efforts. Il est finalement quatrième de ce Critérium, et présenté logiquement comme l'un des favoris au titre de champion de France, disputé cette année-là à Saint-Étienne sur un parcours plus sélectif, avantageant les grimpeurs.
Tandis que Louison et Jean Bobet profitent du ravitaillement à Rive-de-Gier pour s'échapper, en compagnie de Gilbert Bauvin, un groupe de quatre coureurs qui comprend notamment Geminiani et Antonin Rolland les rejoint dans la montée du col de l'Œillon. À soixante kilomètres de l'arrivée, Geminiani place une accélération décisive. Seul en tête, il reste un temps sous la menace de Rolland, mais il parvient à maintenir un écart suffisant pour franchir la ligne en premier.
En bonne condition sur les premières étapes du Tour de France, Raphaël Geminiani est cependant un ton au-dessous de Louison Bobet qui apparaît comme le véritable leader de l'équipe de France. À la sortie des Pyrénées, la menace la plus sérieuse pour la victoire finale semble venir du vétéran breton Jean Robic : Marcel Bidot décide alors d'un mouvement de course d'envergure sur l'étape entre Albi et Béziers. Dès le départ, des coureurs de l'équipe de France, parmi lesquels Bobet, Nello Lauredi et Geminiani, passent à l'offensive et creusent un écart important avec les autres favoris. Déjà relégué à près de dix minutes, Robic chute et perd toutes ses chances de victoire. Si l'opération est une réussite, elle fait naître des tensions dans l'équipe : Lauredi et Geminiani devancent Bobet sur la ligne d'arrivée, le privant ainsi de précieuses secondes de bonifications. Grâce à l'intervention de Marcel Bidot, le conflit s'éteint et Bobet s'engage à céder l'ensemble de ses primes si ses équipiers l'aident à ramener le maillot jaune à Paris, ce qu'il fait avec succès.
En fin de saison, Raphaël Geminiani est présenté comme l'un des favoris du championnat du monde qui se dispute à Lugano. Il est le seul à suivre Fausto Coppi quand ce dernier accélère dans la principale difficulté du parcours, mais une nouvelle attaque de ce dernier le fait céder : tandis que l'Italien remporte le titre mondial, Geminiani doit se contenter de la neuvième place.

#### Création de sa propre équipe (1954)

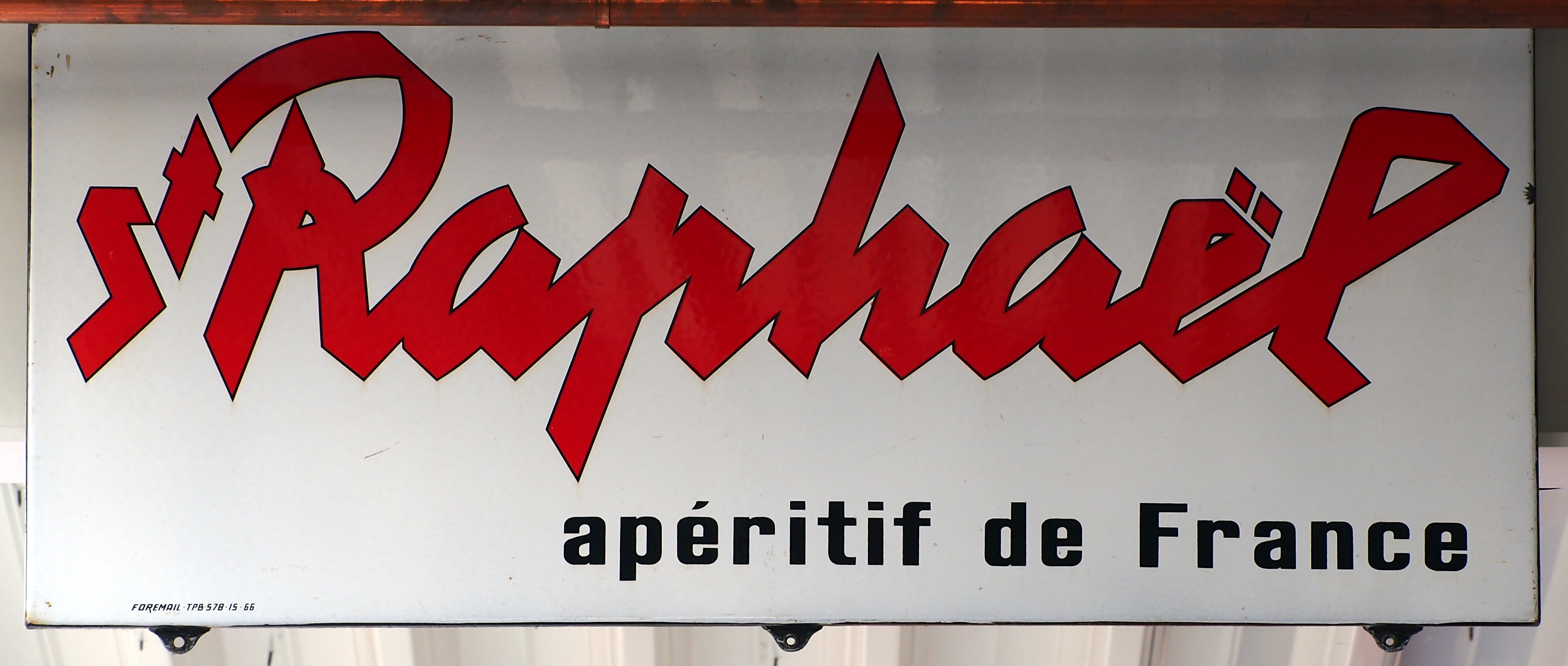
La marque d'apéritif Saint-Raphaël sponsorise l'équipe de Raphaël Geminiani.

Au début des années 1950, le contexte économique est peu favorable pour les marques de cycles, en proie à des difficultés financières. La firme Rochet, qui emploie Geminiani, lui impose une réduction de salaire qu'il n'accepte pas. Dominique Fonzi, constructeur de vélos installé à Montluçon, lui propose de courir sur des machines à son propre nom. L'accord est conclu et Geminiani s'associe à la marque d'apéritif Saint-Raphaël pour créer l'équipe Saint-Raphaël-R. Geminiani. Il suit ainsi l'exemple du coureur italien Fiorenzo Magni qui, la même année, a conduit la première marque extra-sportive à créer son équipe, le fabricant de produits de soin Nivea,.

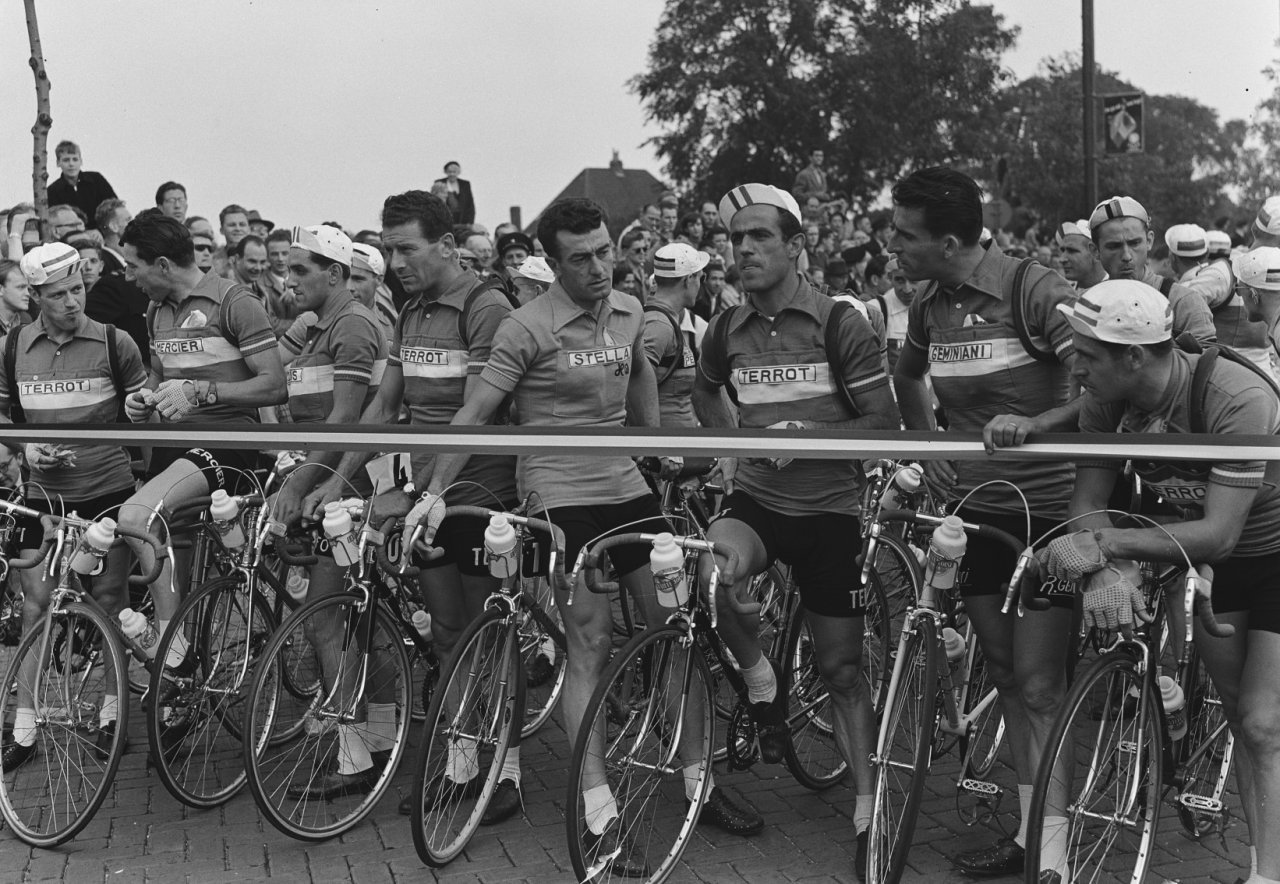
L'équipe de France au départ du Tour 1954. Geminiani est le deuxième à droite.

La saison 1954 n'apporte pas les résultats escomptés. Blessé une première fois en début de saison, Geminiani souffre ensuite d'une fracture d'une vertèbre lombaire à la suite d'un accident sur le Critérium du Dauphiné libéré. Il peine à retrouver la forme mais reçoit tout de même sa sélection pour le Tour de France, lors duquel il est d'une aide précieuse pour Louison Bobet, de nouveau vainqueur du classement général. Alors qu'une induration s'ajoute à ses douleurs lombaires, Geminiani choisit d'abandonner à l'issue de la dix-septième étape à Grenoble, et de ne pas repartir le lendemain.

#### L'homme des trois Grands tours (1955)

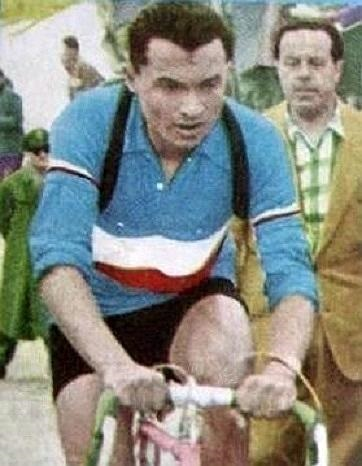
Coéquipier de Geminiani, Jean Dotto gagne le Tour d'Espagne 1955.

En 1955, Geminiani prend pour la première fois le départ du Tour d'Espagne, au sein d'une équipe de France rassemblée et dirigée par Sauveur Ducazeaux. Tandis que son coéquipier Gilbert Bauvin remporte les deux premières étapes, Geminiani prend la tête du classement général à l'issue de la cinquième étape à Lérida. Dès lors, les Italiens et les Espagnols s'allient contre lui, ce qui profite à son coéquipier Jean Dotto qui prend la tête de la Vuelta lors de la dixième étape à Cuenca, en se glissant dans une échappée qu'Italiens et Espagnols laissent filer, trop occupés à surveiller Geminiani. À l'arrivée quelques jours plus tard, Dotto remporte le classement général et Geminiani se classe troisième, confirmant le succès de l'équipe de France, première au classement par équipes.
Moins d'une semaine après l'arrivée de la Vuelta, Raphaël Geminiani s'aligne au départ du Tour d'Italie. Au terme de la douzième étape à Scanno, remportée par Gastone Nencini, il devient le premier Français à endosser le maillot rose. Il le perd trois jours plus tard dans le contre-la-montre vers Ravenne, mais peut toujours prétendre à la victoire finale car il n'accuse que 40 secondes de retard sur Nencini. Ses espoirs s'envolent à la veille de l'arrivée : dans le final vers San Pellegrino Terme, tandis qu'il accompagne Fausto Coppi et Fiorenzo Magni en tête de course, il est victime d'une crevaison, comme de nombreux coureurs derrière eux, sur une route fraichement empierrée.
Au départ du Tour de France, Raphaël Geminiani sent le poids des efforts consentis sur les épreuves précédentes. Très discret dans les premières étapes, il assume pleinement son rôle d'équipier auprès de Louison Bobet dans la première alpestre vers Briançon, accompagné d'Antonin Rolland qui prend le maillot jaune. Le lendemain vers Monaco, Geminiani est distancé dans les premières ascensions du parcours, concédant plus de neuf minutes de retard à mi-course. Lancé à la poursuite de Jean Robic, il refait peu à peu son retard et rejoint les hommes de tête, parmi lesquels figure Charly Gaul, au pied de la dernière difficulté du jour, la montée de La Turbie. Gaul accélère le premier mais Geminiani le contre et s'isole en tête, avant de filer dans la descente pour remporter une nouvelle victoire d'étape sur le Tour de France. Dans les Pyrénées, alors que Louison Bobet prend la tête du général, Geminiani assure la défense de cette position face aux assauts des grimpeurs comme Charly Gaul et Jean Brankart : Bobet remporte son troisième Tour consécutif et Geminiani se classe finalement sixième. À seulement quelques semaines d'intervalle, il réussit ainsi l'exploit de briller sur les trois Grands tours, une performance saluée par de nombreux suiveurs comme l'ancien vainqueur de la Grande Boucle André Leducq, qui en fait son favori pour l'année suivante.
En fin de saison, il se distingue une nouvelle fois au championnat du monde de Frascati, en Italie, finissant à la huitième place malgré une fringale.

#### Période de hauts et de bas (1956-1957)

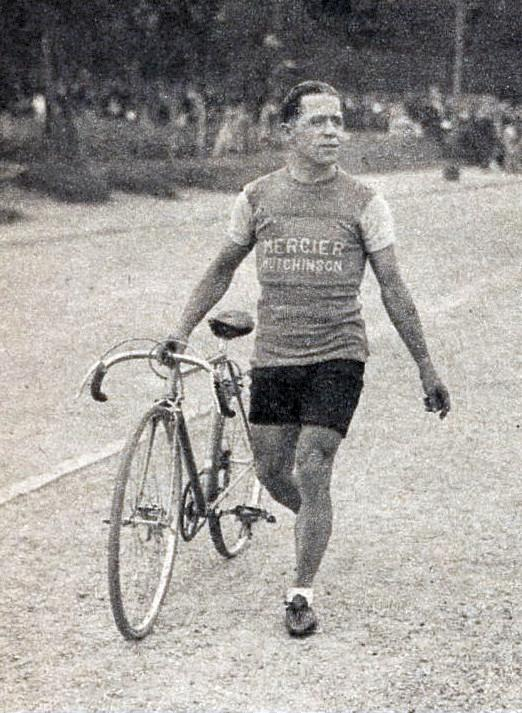
Raymond Louviot (ici en 1943) dirige Geminiani au sein de l'équipe Saint-Raphaël en 1957.

La saison 1956 de Raphaël Geminiani est largement perturbée par une blessure au genou, causée par une chute au Grand prix d'Eibar. Au début du mois de mai, il doit même subir l'ablation du ménisque de son genou droit. Rassuré sur sa condition après avoir mené une longue échappée en solitaire au Tour du Luxembourg, Geminiani prend le départ du Tour 1956 au sein d'une équipe de France divisée. En difficulté lors des premières étapes, disputées sur un rythme très élevé, il ne semble pas en mesure de jouer les premiers rôles et obtient son pire classement dans l'épreuve, avec une 49e place finale. Dix jours après la fin du Tour, il remporte sa seule victoire de la saison au Bol d'or des Monédières.
L'année suivante, Raymond Louviot prend la direction sportive de l'équipe Saint-Raphaël-R. Geminiani, renforcée par l'arrivée de jeunes coureurs comme Roger Rivière et Gérard Saint. Avec son ami Ferdinand Devèze, Raphaël Geminiani participe au Tour de Côte d'Ivoire. Opposé à une faible concurrence, il gagne sept étapes, en plus du classement général. Comme en 1955, il souhaite ensuite participer aux trois Grands tours. Entre-temps, au mois de février, il participe à la création du premier syndicat cycliste, l'Union des Cyclistes Professionnels Français, dont Louison Bobet est élu président.
Geminiani se classe cinquième et meilleur français du Tour d'Espagne, avant de se mettre au service de Louison Bobet sur le Tour d'Italie. Alors que ce dernier est devancé par Charly Gaul et Gastone Nencini au classement général, les coureurs français passent à l'offensive entre Côme et Trente, dans la dix-huitième étape, pendant que Gaul s'arrête pour satisfaire un besoin naturel. Le Luxembourgeois est repoussé à plus de huit minutes et le maillot rose échoit à Nencini qui a suivi l'attaque des Français. Ce dernier possède seulement 19 secondes d'avance sur Bobet au classement général, un écart pourtant suffisant car le Français ne parvient pas à distancer l'Italien dans les dernières étapes, malgré le soutien de Geminiani. Comme en 1952, ce dernier remporte le Grand Prix de la montagne.
À l'instar de Louison Bobet, Raphaël Geminiani renonce finalement au Tour de France. Engagé sur le Tour de Suisse, il gagne le contre-la-montre par équipes et se classe deuxième d'une étape arrivant à Bâle, avant d'abandonner en raison d'une bronchite. Comme la saison précédente, il s'adjuge le Bol d'or des Monédières, mais n'est pas sélectionné pour le championnat du monde.

#### Un maillot jaune du Tour à l'écart de l'équipe de France (1958)
En 1958, Raphaël Geminiani réussit son meilleur début de saison : vainqueur de la première étape du Tour de Sardaigne, il se classe deuxième du Grand Prix de Monaco, quatrième de Paris-Nice, dixième de Milan-San Remo, puis deuxième du Critérium national, où il favorise la victoire de son coéquipier Roger Hassenforder. Au Tour d'Italie, il prend part à de nombreuses échappées où il déploie toute son énergie, ce qui lui vaut des commentaires élogieux de la part des autres concurrents. Il se classe finalement huitième du Giro, sans pouvoir gagner d'étape. Dans les jours qui suivent, il manque de peu de glaner un deuxième titre de champion de France, seulement devancé au sprint par le tenant du titre Valentin Huot.

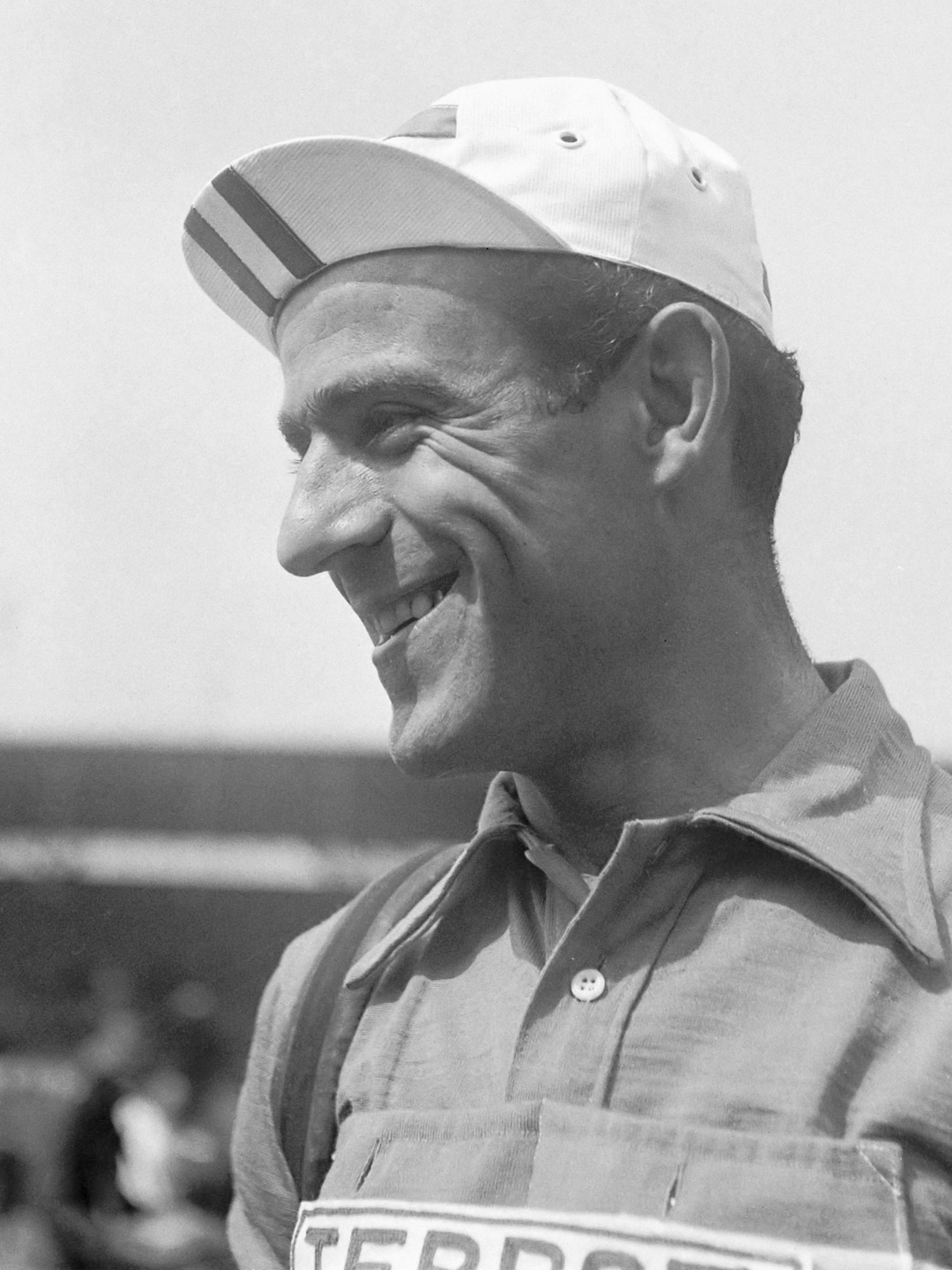
Adolphe Deledda (ici en 1954) dirige Raphaël Geminiani sur le Tour 1958.

Bien qu'il affiche une excellente condition physique, Raphaël Geminiani est écarté de l'équipe de France pour le Tour 1958 par son directeur technique, Marcel Bidot, sous la pression de Jacques Anquetil. Ce dernier, vainqueur sortant, se considère comme l'unique leader de l'équipe. Il accepte de courir avec Louison Bobet, triple vainqueur de l'épreuve, mais refuse la présence de son fidèle équipier Geminiani, craignant que leur proximité remette en cause son propre statut au sein de l'équipe. Excédé, Geminiani laisse éclater sa colère et s'engage alors au sein de l'équipe régionale Centre-Midi, dirigée par Adolphe Deledda. Avant le départ, il promet de mener la vie dure à l'équipe de France, et se fait photographier tenant un âne qu'il baptise Marcel.
Suivant les favoris lors des premiers jours de course, Raphaël Geminiani passe à l'offensive dans la sixième étape vers Saint-Brieuc. Il s'emploie pour faire vivre l'échappée victorieuse et, s'il ne se mêle pas à la lutte pour la victoire d'étape, il prend plus de dix minutes d'avance sur le peloton,. Deux jours plus tard, il obtient la sixième place dans le contre-la-montre de Châteaulin, dans un exercice qui n'est pas sa spécialité. À l'issue de la première étape de montagne entre Dax et Pau, Geminiani fait bonne figure : présent dans le groupe des favoris à l'arrivée de l'étape, il endosse le maillot jaune pour la première fois de sa carrière, avec seulement trois secondes d'avance sur Vito Favero. Ce dernier le lui ravit dès le lendemain à Luchon : arrivé dans le même temps que Geminiani, il prend la deuxième place de l'étape derrière Federico Bahamontes, ce qui lui permet d'empocher trente secondes de bonification et de prendre la tête du classement général.
Dans la dix-huitième étape, qui consiste en un contre-la-montre sur les pentes du mont Ventoux, Geminiani perd plus de six minutes sur le vainqueur Charly Gaul, mais il limite l'écart avec les autres favoris et reprend ainsi le maillot jaune. Le lendemain, vers Gap, il place une attaque alors que Gaul vient de crever. Deuxième de l'étape derrière Gastone Nencini et devant Jacques Anquetil, il profite de cette échappée pour repousser Gaul à plus de dix minutes. Alors que la victoire finale lui semble promise, Geminiani s'effondre dans la dernière étape alpestre, vers Aix-les-Bains, disputée dans des conditions météorologiques difficiles. Victime d'un incident mécanique dans l'ascension du col de Porte, il s'épuise à rejoindre les autres favoris qui l'attaquent tour à tour. À bout de forces, il ne peut contrer l'attaque de Charly Gaul et recule à la troisième place du classement général. Il achève finalement le Tour à ce même rang, et monte ainsi sur le podium final pour la deuxième fois de sa carrière.

#### Fin de carrière (1959-1960)
En début d'année 1959, Raphaël Geminiani et son jeune coéquipier Roger Rivière proposent à Marcel Bidot une « entente des quatre grands » du cyclisme français lors du prochain Tour de France. Mis devant le fait accompli, Jacques Anquetil et Louison Bobet acceptent, non sans préciser qu'ils s'y estiment contraints, mais cet accord de principe vole en éclats lors d'une discussion entre les quatre coureurs. À l'approche du départ, Marcel Bidot les réunit à nouveau et finit par obtenir un accord que personne ne croit tenable.
Entre-temps, Geminiani peaufine sa préparation sur le Tour d'Espagne, qu'il abandonne avant la dernière étape : victime d'une chute, il souffre d'un déplacement de l'omoplate et d'un déchirement musculaire. Aussi, dès les premières étapes du Tour de France, Geminiani reconnaît qu'il n'est pas en mesure de bien figurer au classement général. Tandis que Bobet, blessé, finit par abandonner, la rivalité entre Anquetil et Rivière profite à Federico Bahamontes, qui remporte le Tour. Geminiani se classe finalement 28e de sa dernière Grande Boucle.
Au début du mois de décembre 1959, il se rend avec d'autres cyclistes en Haute-Volta pour participer à un critérium cycliste dans le cadre de la commémoration du premier anniversaire du statut de colonie autonome de ce pays. Peu avant le départ, Louison Bobet déclare forfait, et Geminiani propose alors à son ami Fausto Coppi de prendre sa place,. Après leur retour en Europe, quelques jours avant Noël, Coppi téléphone à Geminiani pour lui proposer de composer avec lui une équipe cycliste comprenant des coureurs français et italiens. Au cours de la discussion, les deux hommes échangent sur leur état de santé, et se disent tous les deux grippés.

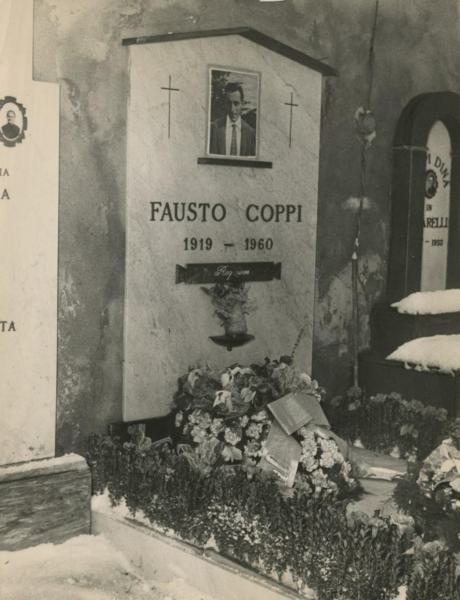
La sépulture de Fausto Coppi à Castellania.

Dans l'après-midi du 25 décembre, Geminiani est pris de tremblements et de fièvre, puis hospitalisé. Une prise de sang finit par diagnostiquer une infection parasitaire par Plasmodium falciparum, autrement dit une malaria mortelle. Les doses massives de quinine qui lui sont administrées le sauvent, tandis que Coppi, atteint du même mal mais dont les médecins refusent d'accepter le diagnostic, meurt le 2 janvier 1960. Apprenant le décès de son ami quelques jours plus tard, Geminiani est inconsolable et se reproche de l'avoir invité en Afrique.
Il reprend l'entrainement au mois de février suivant, mais peine à retrouver une condition physique satisfaisante. Il abandonne sur les premières courses qu'il dispute mais s'offre un dernier succès en gagnant la troisième étape du Circuit des monts d'Auvergne, dont il prend la deuxième place du classement général. Le Critérium du Dauphiné libéré est sa dernière compétition : dans la première étape entre Valence et Orange, il met pied à terre après seulement 85 km de course et reste allongé de longues minutes sous un cerisier. Le jour même, il annonce sa retraite sportive.

### Après-carrière

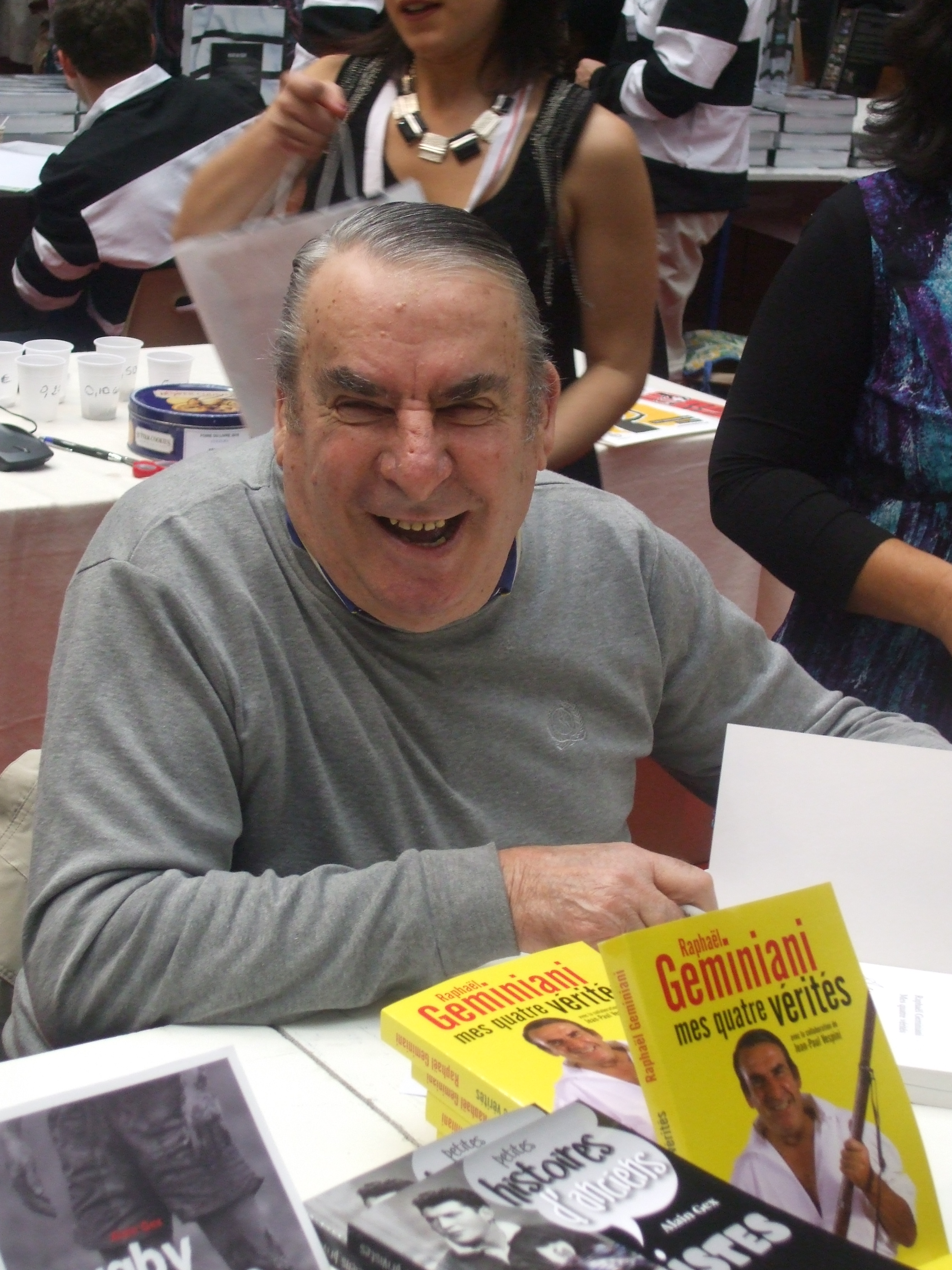
Raphaël Geminiani à la foire du livre 2010 de Brive-la-Gaillarde

Après sa carrière de coureur cycliste, Raphaël Geminiani devient directeur sportif. Durant l'intersaison 1961-1962, les équipes françaises connaissent un jeu de « chaises musicales ». Geminiani devient l'adjoint de Paul Wiegant au sein de la formation Helyett-Saint-Raphaël qui accueille Jacques Anquetil, mais après des résultats décevants en début d'année, il prend seul la direction de l'équipe. Anquetil vit mal le succès de son équipier Rudi Altig sur le Tour d'Espagne et remet en cause l'autorité de Geminiani, mais ce dernier obtient finalement son adhésion en l'assurant d'une place de leader unique sur le prochain Tour de France. La collaboration entre les deux hommes, poursuivie à partir de 1965 dans l'équipe Ford France puis de 1967 à 1969 au sein de la formation Bic est couronnée de succès. Geminiani est notamment à l'origine de « l'exploit de légende » que constituent les victoires d'Anquetil obtenues sur Critérium du Dauphiné libéré et Bordeaux-Paris en moins de vingt-quatre heures, lors de la saison 1965. En tant que directeur sportif, il remporte quatre fois le Tour de France : avec Jacques Anquetil, de 1962 à 1964, puis avec Lucien Aimar en 1966.
Raphaël Geminiani dirige ensuite les équipes Hoover-de Gribaldy en 1971, De Kova-Lejeune au début de la saison 1973, Sporting - Sotto Mayor en 1975, Fiat France en 1977, Fiat en 1978 et 1979, La Redoute entre 1984 et 1985 et enfin Café de Colombia en 1986. Il est également consultant pour différents médias, signant des chroniques pour France-Soir et La Montagne, officie comme chauffeur de presse sur le Tour de France, et signe plusieurs ouvrages consacrés au cyclisme, y compris des autobiographies, comme Mes quatre vérités en 2010.

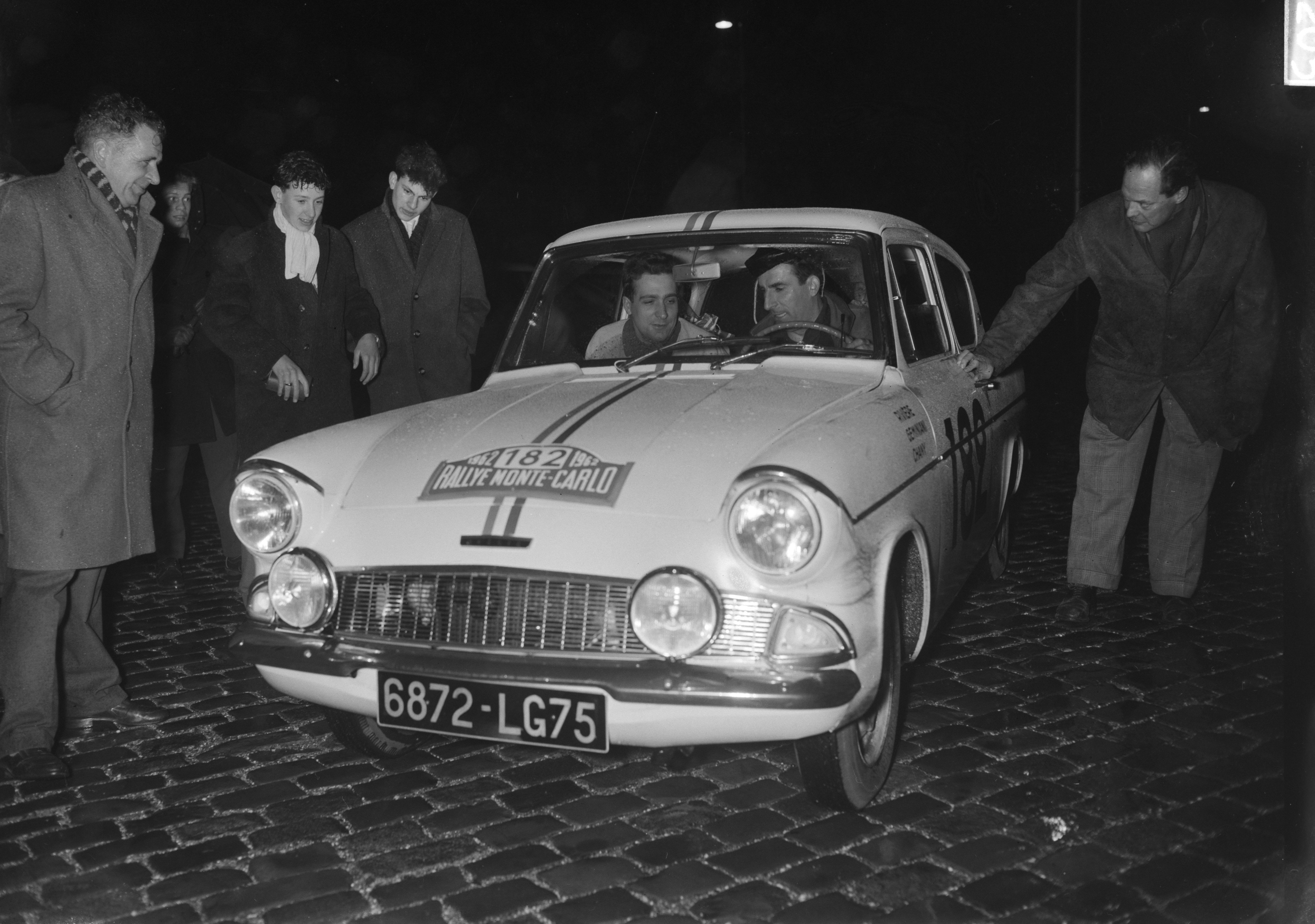
Raphaël Geminiani (au volant) et Roger Rivière participent au Rallye Monte-Carlo 1962.

Raphaël Geminiani diversifie ses activités. En 1962, il participe au Rallye automobile Monte-Carlo, formant un équipage avec un autre ancien coureur cycliste, son coéquipier Roger Rivière, à bord d'une Ford Anglia. En 1969, il apparaît dans le film documentaire de Marcel Ophüls, Le Chagrin et la Pitié où il affirme ne pas avoir vu d'Allemands à Clermont-Ferrand, bien que ceux-ci aient été omniprésents pendant la Seconde Guerre mondiale dans cette ville,. Il devient aussi patron de bar et restaurateur à Clermont-Ferrand, sur la place de Jaude.
Il vit sa retraite à Pérignat-sur-Allier, dans le Puy-de-Dôme, dont il est élu au conseil municipal de 1995 à 2001. Il s'installe ensuite à la résidence Le Bruchet, une maison de retraite située dans la commune,. En 2015, lors d'une cérémonie en sa présence, son nom est donné à la nouvelle salle omnisports de la ville,.
Il meurt le 5 juillet 2024 à 99 ans, dans une clinique de Pont-du-Château. Il est inhumé dans le caveau familial au cimetière de Doranges.

## Style, personnalité et caractéristiques

### Regards contemporains et postérité
Le journaliste Jacques Augendre décrit Raphaël Geminiani comme « un excellent grimpeur, doublé d'un attaquant », et le considère comme « le prototype du routier par étapes ». Il est aussi l'un des meilleurs descendeurs du peloton de son époque, comme le montre sa victoire à Monaco sur le Tour de France 1955, lors de laquelle il prend des risques insensés pour rejoindre et distancer les différents coureurs dans une descente rendue périlleuse par l'orage, alors qu'il accusait un retard de onze minutes sur les hommes de tête en cours d'étape. Pierre Chany considère d'ailleurs cette victoire comme l'un des plus beaux exploits de l'histoire du cyclisme.
Jean Bobet, qui l'a côtoyé comme coureur, met en avant sa ténacité : « Le style facile ne lui convient pas. Il pédale dans la hargne au contraire, avec ses jambes, avec ses pieds, ses bras, ses épaules, son nez même. Il aime se maltraiter comme il maltraite son matériel, et il savoure d'autant plus son plaisir que ses ravages sont importants. Il marche au fouet. Plus il se flagelle, plus il rue. » Il voit également Geminiani comme « un Talleyrand du vélo, au motif qu'il s'accommode de tous les règnes (Coppi, Bobet, Rivière, Anquetil, Merckx…) », tandis que Christophe Penot le considère plutôt comme « un Murat, c'est-à-dire un hussard spontané, chaleureux, courageux et populaire, servi par une insolente santé », ce qui explique sa longévité et sa régularité dans les courses par étapes.
Louison Bobet, son coéquipier et ami, qui le décrit comme « un grand escogriffe au visage en lame de couteau », est aussi à l'origine du surnom de « Grand Fusil » qui lui est attribué lors du Tour de France 1955, en raison de ses attaques incessantes. Personnage haut en couleur, « pittoresque, lyrique, somptueux », selon Jean Bobet, Raphäel Geminiani est doté d'un caractère impulsif et volubile, reconnu pour ses « coups de gueule », comme le souligne Jacques Augendre. Il loue chez lui non seulement le sens de la course et le sens des affaires, mais aussi celui de la communication, de la repartie et de l'amitié. Pour Pierre Chany : « Il tape sur la table au bon moment. Il éclate de rire au bon moment. Il geint au bon moment. Il attaque au bon moment. Il sait se taire au bon moment. Bref, il fait tout au bon moment. C'est un grand comédien et un sacré coureur. » Jean Bobet le qualifie encore de « personnage rabelaisien idéal », plaçant l'amitié au-dessus de tout.

### Geminiani et la question du dopage
Dans un entretien accordé au Miroir des sports en juillet 1962, Raphaël Geminiani reconnaît avoir eu recours au dopage au cours de sa carrière, et en légitime la pratique : « Il est normal qu'un coureur prenne des stimulants : ce sont les médecins qui le recommandent. Il existe des produits, qui loin d'être nuisibles, rétablissent l'équilibre. Moi, j'ai disputé douze Tours de France et un nombre élevé de courses en ligne. Je prenais des stimulants sous surveillance médicale, bien entendu. Pourquoi ? Parce que, lorsque dans une journée, j'avais perdu deux ou trois kilos, comme le font aujourd'hui certains coureurs, il fallait bien compenser cette perte d'énergie et les stimulants m'y aidaient. Le danger ce n'est pas dans leur emploi, mais dans leur abus. Si personne n'en prenait, il n'y aurait pas un seul coureur qui terminerait le Tour de France, tant l'épreuve est pénible. » Il ajoute : « Si un garçon, sous contrôle médical sérieux, utilise un médicament qui, sous une forme ou sous une autre, lui permettra d'augmenter son énergie et son tonus, il n'aura fait que ce que la raison lui recommande de faire. »
En 2017, lors de la publication de la biographie qu'il coécrit avec Jean-Marc Millanvoye sur son ancien coureur, Il était une fois Jacques Anquetil, Geminiani affirme que le dopage n'est pas le seul déterminant dans la réussite d'un coureur : « Dopage ou pas, il y a des gars qui sont faits autrement que d'autres. Dans chaque sport, il y a des types hors norme, comme le judoka Teddy Riner. » De même, il condamne la décision de retirer les sept victoires sur le Tour de France de Lance Armstrong, qu'il juge scandaleuse.

## Palmarès
La présente section dresse les principaux éléments du palmarès de Raphaël Geminiani,,.

### Palmarès année par année
| - 1943 - Premier pas Dunlop - 1944 - 3e du Grand Prix des chaussures Léon Daniel - 1945 - Grand Prix des chaussures Léon Daniel - 3e de Marseille-Toulon-Marseille - 1946 - 1re étape du Circuit des Six Provinces - Grand Prix des Maraîchers - Grand Prix des chaussures Léon Daniel - Grand Prix de Thiers - 3e du Circuit des Six Provinces - 1947 - Ronde d'Auvergne - Grand Prix du Bassin minier - 2e du Circuit boussaquin - 2e du Grand Prix de Châtel-Guyon - 1948 - 3e de la Polymultipliée - 1949 - Tour de Corrèze - Circuit des villes d'eaux d'Auvergne - 19e étape du Tour de France - 3e du Grand Prix du Midi libre - 1950 - Polymultipliée - Circuit des Monts du Livradois - Circuit boussaquin - 17e et 19e étapes du Tour de France - 2e du Grand Prix du Midi libre - 4e du Tour de France - 7e du Critérium du Dauphiné libéré - 1951 - 7e étape du Critérium du Dauphiné libéré - Polymultipliée - Grand Prix du Midi libre - Tour de France : - Grand Prix de la montagne - 9e étape - 2e du Tour de France - 9e de Paris-Côte d'Azur - 10e du Critérium du Dauphiné libéré - 1952 - Grand Prix de la montagne du Tour d'Italie - 8e et 17e étapes du Tour de France - Circuit boussaquin - 4e de Milan-San Remo - 9e du Tour d'Italie - 1953 - Champion de France sur route - 3e étape du Critérium du Dauphiné libéré - 4e du Critérium du Dauphiné libéré - 9e du championnat du monde sur route - 9e du Tour de France | - 1955 - 9e étape du Tour de France - 3e du Tour d'Espagne - 4e du Tour d'Italie - 4e de Paris-Nice - 6e du Tour de France - 8e du championnat du monde sur route - 9e de Milan-San Remo - 1956 - Bol d'or des Monédières - 1957 - Grand Prix de la montagne du Tour d'Italie - 5ea étape du Tour de Suisse (contre-la-montre par équipes) - Tour de Côte d'Ivoire : - Classement général - 1re, 2e, 3e, 4e, 6e, 7e, 9e, 10e et 11e étapes - Bol d'or des Monédières - 5e du Tour d'Italie - 5e du Tour d'Espagne - 1958 - Challenge Sedis - Bol d'or des Monédières - 1re étape du Tour de Sardaigne - 2e du Critérium national - 2e du Grand Prix de Monaco - 2e du championnat de France sur route - 3e du Critérium des As - 3e du Tour de France - 4e de Paris-Nice - 8e du Tour d'Italie - 8e du Challenge Desgrange-Colombo - 10e de Milan-San Remo - 1959 - 1rea (contre-la-montre par équipes) et 13e étapes (contre-la-montre par équipes) du Tour d'Espagne - Grand Prix d'Alger - 1960 - 3e étape du Circuit d'Auvergne - 2e du Circuit d'Auvergne |

### Résultats sur les grands tours

#### Tour de France
12 participations :
- 1947 : non-partant (5e étape)
- 1948 : 15e
- 1949 : 25e, vainqueur de la 19e étape
- 1950 : 4e, vainqueur des 17e et 19e étapes
- 1951 : 2e, vainqueur  du classement de la montagne et de la 9e étape
- 1952 : 11e, vainqueur des 8e et 17e étapes
- 1953 : 9e
- 1954 : non-partant (18e étape)
- 1955 : 6e, vainqueur de la 9e étape
- 1956 : 49e
- 1958 : 3e,  maillot jaune durant 4 jours
- 1959 : 28e.

#### Tour d'Espagne
3 participations :
- 1955 : 3e,  maillot jaune durant 3 jours
- 1957 : 5e
- 1959 : non-partant (17e étape), vainqueur des 1rea (contre-la-montre par équipes) et 13e étapes (contre-la-montre par équipes).

#### Tour d'Italie
5 participations :
- 1952 : 9e, vainqueur  du classement de la montagne
- 1953 : 30e
- 1955 : 4e,  maillot rose durant 3 jours
- 1957 : 5e, vainqueur  du classement de la montagne
- 1958 : 8e.

## Hommage
Le 12 juin 2025, le jour du centenaire de la naissance de Geminiani, la municipalité de Clermont-Ferrand attribue son nom à une tribune du stade Philippe-Marcombes.

## Publications
- Mes quatre cents coups… de gueule et de fusil (préf. Antoine Blondin), Éditions de la Table ronde, 1963, 320 p.
- Les routiers-flingueurs, Calmann-Lévy, 1973, 250 p.  — ouvrage co-écrit avec François Terbeen.
- Mes géants du cyclisme : Coppi, Merckx, Bobet, Anquetil, Hinault, Calmann-Lévy, 1982, 160 p. (ISBN 978-2702104422).
- Les Années Anquetil : Chronique d'une époque bafouée, Éditions Denoël, 1990, 168 p. (ISBN 9782207236963).
- Mes cinquante Tours de France, Éditions du Rocher, 2003, 250 p. (ISBN 9782268046150).
- Mes quatre vérités, Éditions Jacob-Duvernet, 2010, 251 p. (ISBN 9782847242782)  — ouvrage écrit en collaboration avec Jean-Paul Vespini.
- Il était une fois Jacques Anquetil, La Martinière, 2017, 208 p. (ISBN 9782732482750)  — ouvrage co-écrit avec Jean-Marc Millanvoye.